# Menneskehår
 For alternative betydninger, se Hår (flertydig). (Se også artikler, som begynder med Hår)
Et menneskehår er dannet af lange bøjelige hornplader, der består af hhv. 90% α-keratin, en biologisk polymer og ca. 10% vand. Hårroden sidder nede i huden i hårsækken. Fra hårsækken vokser håret med en hastighed på omkring 0,3 – 0,4 mm om dagen. Mennesket er dækket af hår over hele kroppen med få undtagelser: læber, håndflader, fodsåler, arvæv, dele af kønsorganerne og brystvorterne. Hårstråene vokser ikke med konstant hastighed. Deres vækst er præget af perioder med høj vækst, afløst af perioder med dvale.
Det yderste lag af håret kaldes kuticula. Det består af flade plader, der ligger lagvist i 6 – 10 lag. Det er dette lag, der afslører hårets sundhedstilstand. Ved sundt hår ligger pladerne fladt mod hinanden og giver en glat overflade, der reflekterer lyset optimalt. Ved usundt og tørt hår stritter pladerne i forhold til hinanden og giver håret et stridt og mat udseende.

## Typer af hår
Hos voksne mennesker findes der to typer hår: Hovedhår og vellushår. Hovedhåret er de tykke, lange og normalt farvede hårstrå, der findes på hovedet, som skæg, som hår under armene, hår på benene, hår på bryst og ryg og armene og som kønsbehåring. Vellushårene er små fine bløde lyse hår, der dækker hele kroppen, de ses nemmest hos kvinder og børn, der generelt har færre af de kraftigere hår på kroppen. Ud over de to typer herover findes også lanugohår, der ses hos fostre og nyfødte børn.
Håret er farvet af et rødt farvestof og brune pigmentkorn, der ligger mellem cellerne i håroverfladen. Mennesker som har rødt hår mangler de brune pigmenter, mens blonde kun har pigment i det alleryderste lag af håret. Når mennesket ældes, mister håret sin farve og bliver dermed hvidt eller gråt. 
Diameteren af et hårstrå varierer fra 18 µm til 180 µm. For mennesker af europæisk afstamning er blond og sort hår det tyndeste, mens rødt hår er det tykkeste. Hårstråene hos asiater er generelt tykkere end hos andre menneskeracer. Hår hos europæere har oftest et rundt eller svagt ovalt tværsnit. Dette giver et glat eller bølget hår. Afrikanske mennesker har næsten flade tværsnit af hårstrået, som giver et kraftigt kruset hår.
Mennesker har ca. 25.000 kropshår og (afhængig af hårfarven) 90.000 (rød) – 140.000 (blond) hovedhår.
Dagligt tabes mellem 60-100 hårstrå. Et enkelt hårstrå er meget stærkt, det kan holde en vægt på 100 gram, så en persons hovedhår ville kunne holde 12 ton. Det er en styrke der er sammenlignelig med materialerne kevlar og aluminium. Hvis håret er vådt, mister det dog en stor del af sin styrke.[kilde mangler]
Mange, specielt mænd, får hårtab med alderen på grund af hormonelle forandringer og kan blive helt skaldede. Nogle sygdomme kan give samme effekt, hvor alt hår på kroppen falder af. Mennesker, der har gennemgået kemoterapi mister ofte håret i en periode. Dette skyldes at kemoterapi er en gift (paclitaxel), der er designet til at angribe hurtigtdelende celler, som kræftcellerne. Men de celler der deler sig hurtigst er hårcellerne og de bliver derfor også ramt.

## Hårets funktion
Menneskets hår har en varmeisolerende funktion. Det ses, hvis man fryser, at man får gåsehud, hvor huden trækker sig sammen i små punkter for at rejse hårene op og derved skabe et større rum med varmeisolerende effekt. Øjenbryn og øjenvipper har funktionen at forhindre fremmedlegemer i øjnene. Øjenbrynene og de små ansigtsmuskler omkring dem er desuden et effektivt redskab til at signalere sindstilstande.
Hår siddende på øjet, også kaldet øjenvippen, beskytter øjet mod eventuelle "angreb" som skidt eller ting som kunne skade øjet. Øjenlågene klapper i, når øjenvipperne bliver berørt. Øjenvipper er en vigtigt ting på det menneskelige øje, og hvis der ses tegn på tab o.l. mangel på øjenvippehår, bør man søge læge. Hår sidder fast på en såkaldt "hårrod". Disse hårrødder bliver "fodret" af blodet, og får dets næring derfra. Hvis blodets pH-værdi ikke er tilstrækkelig, eller der ikke er ilt nok i blodet, vil håret efterhånden falde af. Dette sker først ved øjenvippehårene, da de er de mindste, men skal bruge mest næring. Ved eventuelle tab bør der søges læge, så det kan behandles med neutralimiserende transmidosering, også kaldet "blodregulerende prævention". 